# ソニック ジャム
『ソニック ジャム』 (SONIC JAM) は、1997年6月20日にセガ・エンタープライゼスから発売されたセガサターン用オムニバスのゲームソフト。

## 概要
PROJECT SONICの第一弾として、メガドライブで発売されたソニック・ザ・ヘッジホッグ1～3とソニック&ナックルズの4本に加えて、ソニック&ナックルズのロックオンシステムが再現で搭載されており、ロックオンシステムで遊べる3本のゲームも入っている。全てあわせて合計7本のゲームを1本に移植し、オリジナル版には無かった新要素を追加して収録。そして、本作のオリジナル要素のSONIC WORLDのモードが収録され、3Dになったソニックを操作しながら、各施設のイラストや映像や歴史や音楽などの資料を観覧することができる。
オリジナル版から微妙に音質の変化している効果音があり、音のフェードアウトやフェードインといった効果が全く無くなっている。

## 収録タイトル
- ソニック・ザ・ヘッジホッグ
- ソニック・ザ・ヘッジホッグ2
- ソニック・ザ・ヘッジホッグ3
- ソニック&ナックルズ（単体でも遊べる）

ソニック&ナックルズにあったロックオンシステムも再現されており、単体の他に以下のゲームを選ぶことでさらに3つのゲームが遊べる。
- ブルー スフィア（ソニック・ザ・ヘッジホッグ）
- ナックルズ イン ソニック2（ソニック・ザ・ヘッジホッグ2）
- ソニック3&ナックルズ（ソニック・ザ・ヘッジホッグ3）

## モード解説

### GAME START
ソニック ジャムでは、ゲーム開始前にメガドライブ版から若干簡単になったNORMAL、さらに一部のステージとトラップが省略されたEASY、メガドライブ版と同様のORIGINALの3種類の難易度を選択できる。ソニック&ナックルズのロックオンシステムの一部のゲームにはこの機能は存在しない。
また、ソニック3・ソニック3&ナックルズ以外にはなかったセーブ機能も追加されており、前回中断した所からも再開可能。ただし、ソニック3のものと違い二つ以上記録を残すことはできない。

### EXTRA GAME
選択したステージをどれくらいの時間でクリアできるかを競うTIME ATTACK、スペシャルステージを単独でプレイして連続でクリアするSPECIAL STAGEをプレイできる。なお、ソニック&ナックルズのロックオンシステムのゲームにはこのモードはない。

### OPTION
ロックオンシステムの3本のゲーム以外に日本版と海外版の説明書を閲覧したり、制限時間の有無を設定したりできる。また、初代ソニック・ザ・ヘッジホッグではスピンダッシュを使用可能にするかどうかの設定が可能（オリジナル版ではスピンダッシュ不可）。なお、ソニック&ナックルズのロックオンシステムのゲームにはこのモードはない。

## SONIC WORLD
3Dでできたフィールドの中をソニックが走り回り、ソニックシリーズに関する資料を閲覧できる。ソニックシリーズのイラストを観覧できるギャラリー館、ソニックCDのアニメーションや一部を除いた1991年～1994年の当時に放映されたTVCMなどの映像を観覧できるムービー館、
ゲーム中に聞いた音楽と効果音を聞くことができるサウンド館、ソニックなどのキャラクターの資料を見ることが出来るキャラクター館、1991年～1997年までのソニックの歴史を見ることが出来るキャラクター館の5つの施設がある。施設以外にフィールドで様々な課題をクリアしていくミッションモードがある。
このソニックワールドは後のソニックアドベンチャーのプロトタイプであることが海外の雑誌において言及されている。